# Boumi-Louétsi
Boumi-Louétsi è un dipartimento della provincia di Ngounié, in Gabon, che ha come capoluogo Mbigou.